# Torre Canne
Torre Canne is een plaats (frazione) in de Italiaanse gemeente Fasano. Het is een badplaats aan de Adriatische Zee.
Zo'n 10 km ten noordwesten van de badplaats bevindt zich aan de kust de archeologische site van Egnazia.